# عصوية قزمة
العصوية القزمة هو بكتيريا هوائية موجبة غرام مكونة للأبواغ توجد عادة في التربة.

## قراءة إضافية
- Kaur، Amanjot؛ Singh، Avtar؛ Mahajan، Ritu (22 يوليو 2014). "Characterization of industrially-valuable xylano-pectinolytic enzymes produced concurrently by a novel isolate of Bacillus pumilus". Biotechnology Letters. ج. 36 ع. 11: 2229–2237. {{استشهاد بدورية محكمة}}: الوسيط |تاريخ الوصول بحاجة لـ |مسار= (مساعدة)